# ラロトンガ語
ラロトンガ語（ラロトンガご、Rarotongan）はクック諸島の公用語である。クック諸島マオリ語（Cook Islands Māori または、Māori Kūki 'Āirani ）とも呼ばれる。
言語学分類的にはタヒチ語やマオリ語に近い関係にある。